# طلال حيدر
طلال حيدر هو شاعر لبناني مولود في العام 1937 في مدينة بعلبك في البقاع اللبناني.

## نمطه الشعري
يحاكي بقصائده المحكية الطبيعة وأسرارها كما يراها هو، بعين الشاعر المتعمّق في جماليّات وتفاصيل الذات الإنسانية الرّيفية البسيطة وعلاقتها مع الطبيعة السحرية. ونتيجةً لتعمّقه هذا، تكون قصائد، الشاعر متقاطعة مع الذات الإنسانية الجمعية التي ترهف لصوت خرير الماء وزهر البيلسان، والعشب الذي يبزغ من وجه الجدران العتيقة.

## قصائده المغنّاة
غنّى لحيدر كبار الفنّانين الملتزمين في لبنان، مثل فيروز ومارسيل خليفة وأميمة الخليل ووديع الصافي ونجوى كرم وغيرهم، إذ حملوا أغانيه برقّة أصواتهم، لتدخل البيوت دونما استئذان، رقيقةً ودافئةً، ويردّدها الجميع منتشيًا.

### فيروز
- أغنية "وحدن بيبقوا"
- أغنية «يارايح» (يا راعي القصب) كتبها باللهجة الأردنية الشمالية

ماجدة الرومي
- أغنية «لبسوا الكفافي»

### مارسيل خليفة
- أغنية "ركوة عرب"
- أغنية "قومي اطلعي ع البال"
- أغنية "سجر البن"
- أغنية "بيتي"

### وديع الصافي
- أغنية "مينن هن"

### أميمة الخليل
- أغنية "مينن هن"

### نجوى كرم
أغنية "العمر مشوار"

## من أشعاره

### ركوة عرب
|  | قالب {{طلال حيدر}} مستغنى عنه. استعمل {{أبيات}} بدلا منه. |

أحلى من الركوة
|  | قالب {{طلال حيدر}} مستغنى عنه. استعمل {{أبيات}} بدلا منه. |

على منقل عرب
|  | قالب {{طلال حيدر}} مستغنى عنه. استعمل {{أبيات}} بدلا منه. |

أحلى من الفنجان
|  | قالب {{طلال حيدر}} مستغنى عنه. استعمل {{أبيات}} بدلا منه. |

حلوه
|  | قالب {{طلال حيدر}} مستغنى عنه. استعمل {{أبيات}} بدلا منه. |

متل عُبي القصب
|  | قالب {{طلال حيدر}} مستغنى عنه. استعمل {{أبيات}} بدلا منه. |

خيط القصب تعبان
|  | قالب {{طلال حيدر}} مستغنى عنه. استعمل {{أبيات}} بدلا منه. |

جيبوا حدا من دمر
|  | قالب {{طلال حيدر}} مستغنى عنه. استعمل {{أبيات}} بدلا منه. |

يدقدق وشم
|  | قالب {{طلال حيدر}} مستغنى عنه. استعمل {{أبيات}} بدلا منه. |

جيبوا من الهامة
|  | قالب {{طلال حيدر}} مستغنى عنه. استعمل {{أبيات}} بدلا منه. |

والوشم
|  | قالب {{طلال حيدر}} مستغنى عنه. استعمل {{أبيات}} بدلا منه. |

بن محمّص وهب الهوا شامي
|  | قالب {{طلال حيدر}} مستغنى عنه. استعمل {{أبيات}} بدلا منه. |

غمازة لعالخد
|  | قالب {{طلال حيدر}} مستغنى عنه. استعمل {{أبيات}} بدلا منه. |

ماإلها اسم؟
|  | قالب {{طلال حيدر}} مستغنى عنه. استعمل {{أبيات}} بدلا منه. |

والخد قدامي
|  | قالب {{طلال حيدر}} مستغنى عنه. استعمل {{أبيات}} بدلا منه. |

ومكحلي...
|  | قالب {{طلال حيدر}} مستغنى عنه. استعمل {{أبيات}} بدلا منه. |

والكحل راسمها رسم
|  | قالب {{طلال حيدر}} مستغنى عنه. استعمل {{أبيات}} بدلا منه. |

مين لبرا قلامي
|  | قالب {{طلال حيدر}} مستغنى عنه. استعمل {{أبيات}} بدلا منه. |

ومشنشلي متل الفرس
|  | قالب {{طلال حيدر}} مستغنى عنه. استعمل {{أبيات}} بدلا منه. |

والسرج خيّالي
|  | قالب {{طلال حيدر}} مستغنى عنه. استعمل {{أبيات}} بدلا منه. |

بإيدا أساور من دهب
|  | قالب {{طلال حيدر}} مستغنى عنه. استعمل {{أبيات}} بدلا منه. |

بتخش
|  | قالب {{طلال حيدر}} مستغنى عنه. استعمل {{أبيات}} بدلا منه. |

بتخش؟
|  | قالب {{طلال حيدر}} مستغنى عنه. استعمل {{أبيات}} بدلا منه. |

بيدور الطرب ليوم القيامة..

## روابط خارجية
- طلال حيدر على موقع IMDb (الإنجليزية)
- طلال حيدر على موقع ديسكوغز (الإنجليزية)